# Šport u 1973.
◄◄ | ◄ | 1970. | 1971. | 1972. | 1973.  | 1974. | 1975. | 1976. | ► | ►►
Arhitektura • Astronautika • Astronomija • Biologija • Film • Fotografija • Glazba • Kazalište • Kemija • Kiparstvo • Knjige • Književnost • Kršćanstvo • Meteorologija • Medicina • Planinarstvo • Politika • Pravo • Promet • Slikarstvo • Strip • Šport • Televizija • Znanost • Zrakoplovstvo • Željeznički promet
Šport u 1973.

## Svijet

### Natjecanja

#### Svjetska natjecanja
- Od 1. do 9. rujna – Svjetsko prvenstvo u vaterpolu u Beogradu, u Srbiji, ondašnjoj Jugoslaviji: prvak Mađarska
- Od 7. do 15. prosinca – Svjetsko prvenstvo u rukometu za žene u Jugoslaviji: prvak Jugoslavija

#### Kontinentska natjecanja

##### Europska natjecanja
- Od 27. rujna do 6. listopada – Europsko prvenstvo u košarci u Španjolskoj: prvak SFRJ. Hrvatski igrači koji su igrali za reprezentaciju Jugoslavije su bili Krešimir Ćosić, Nikola Plećaš, Vinko Jelovac, Željko Jerkov, Rato Tvrdić i Damir Šolman, a vodio ih je trener Mirko Novosel (Hrvatska).

### Osnivanja
- FK BATE Borisov, bjeloruski nogometni klub
- Associação Chapecoense de Futebol, brazilski nogometni klub

## Vanjske poveznice
|  | Zajednički poslužitelj ima još gradiva o temi Šport u 1973. |